# Retla
Retla – wieś w Estonii, w prowincji Järva, w gminie Türi.